# 波氏舞蛛
波氏舞蛛（学名：Alopecosa potanini）为狼蛛科舞蛛属的动物。在中国大陆，分布于内蒙古等地。该物种的模式产地在内蒙古。